# لوران کادو
لوران کادو (انگلیسی: Laurent Cadu؛ زادهٔ ۲۲ اوت ۱۹۶۶) بازیکن فوتبال اهل فرانسه است.